# Wolseley 50
Der Wolseley 50 war der größte frei verkäufliche Pkw, den Wolseley jemals herausbrachte. Er erschien 1911.
Der Wagen besaß einen Sechszylinder-Blockmotor mit 8928 cm³ Hubraum und seitlich stehenden Ventilen (sv). Es gab Fahrgestelle mit 3581 mm oder 3734 mm Radstand. Die Aufbauten waren 5004 mm lang und 1778 mm breit. Das Leergewicht betrug 1473 kg
Im Jahre 1916 entfiel dieses Modell ersatzlos.